# 主砲
主砲（しゅほう 英:Main gun）とは、戦闘艦艇・戦車で最も強力な大砲のこと。
主砲から発射する砲弾の事を主砲弾と呼ぶ。また、野球において、強打者のことを主砲と呼ぶこともある。

## 艦艇における主砲

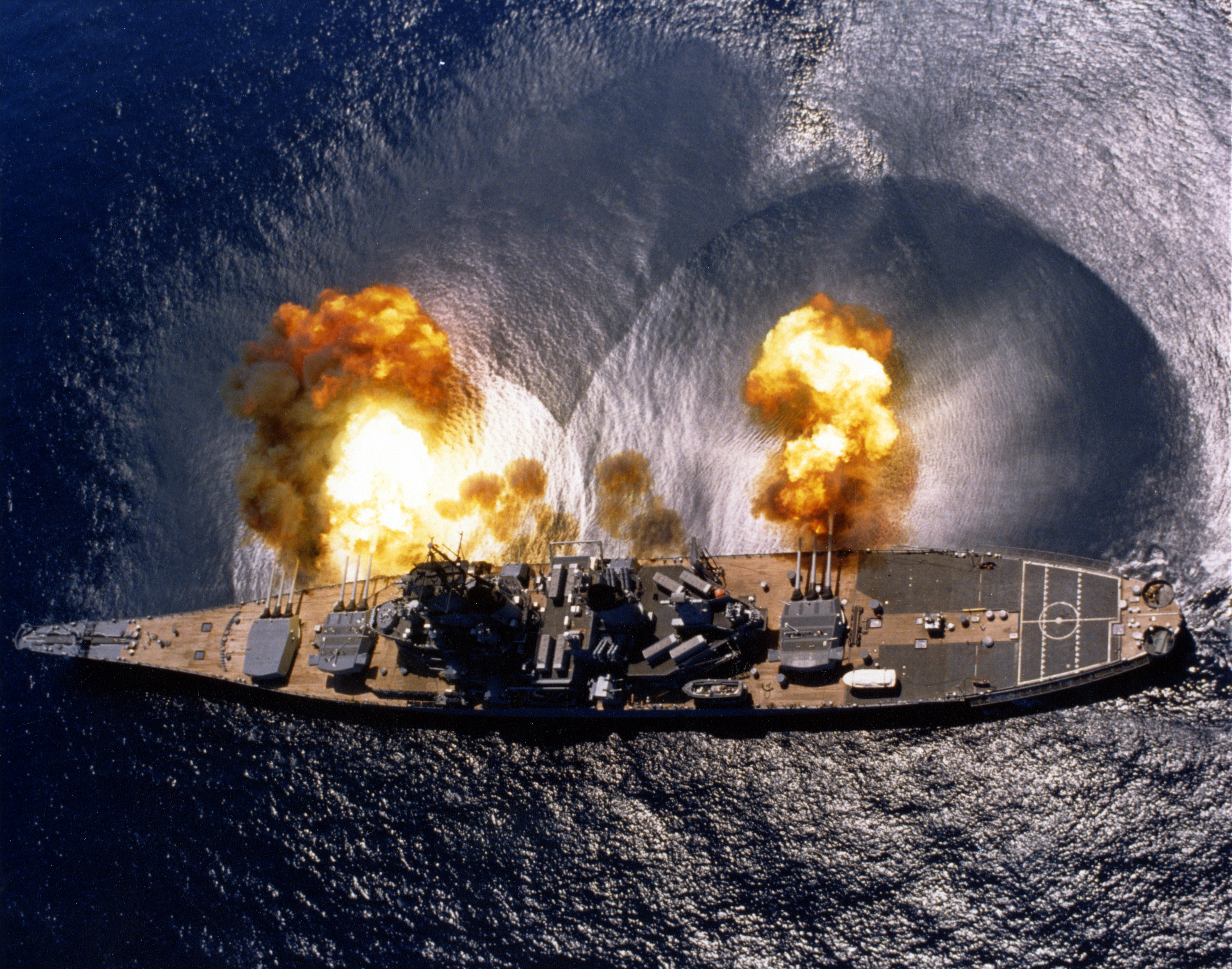
アメリカ海軍の戦艦アイオワ

艦艇においては、その艦が装備している大砲の中で最も強力なものを主砲と呼ぶ。
前弩級戦艦においては、大口径の主砲と小口径の副砲の2種類を装備するのが基本であった。その後の戦艦の発達において、中間砲（準主砲）や補助砲、対空砲を装備するなど艦砲装備には変遷があったが、もっとも強力な砲が主砲と呼ばれるという原則は継承された。また巡洋艦においても多種類の砲を搭載したため、もっとも強力な砲を主砲と呼んだ。
これまでに建造された艦艇に搭載されたもので一番口径の大きい主砲は、完成した戦艦の中では大和型戦艦の46センチ砲である。
第二次世界大戦期までの駆逐艦、水雷艇、潜水艦などの艦艇では、主兵装がそもそも砲ではなく魚雷であることがほとんどであり、艦砲は副装備に過ぎず、また艦砲も一種類である事がほとんどだが、慣用的に搭載する艦砲を主砲と称する場合が多い。
航空戦力の未発達だった第二次世界大戦の半ばころまでは、主力戦艦の砲撃力は、海戦の帰趨を決する重要な要素であった。列強はこぞって強力な主砲を備えた戦艦の配備を急ぐことになり、上述のような強力な主砲を備えた戦艦やその建造計画はそうした大艦巨砲主義時代の産物である。しかし第二次大戦中には航空機の発達により、戦艦の主砲による攻撃よりも空母艦載機による攻撃の方が遠距離から正確に攻撃できると認識されるようになり、第二次大戦の後半になると艦隊の中心は航空母艦へと移っていった。
第二次大戦後は戦中に建造された戦艦の一部が対地攻撃の手段として生き残ったが、ミサイルの発達により水上艦の主兵装は砲熕兵器からミサイルへと変わったため、対艦対地攻撃の手段として大口径砲を装備する必要性は無くなり、そういった戦闘艦が建造されることもなくなった。したがって第二次大戦中に採用されていたような大口径砲が新規に開発されることもなく、それまで副砲兼高射砲であった両用砲、あるいは大口径機関砲が進化した130mm以下の中・小口径砲が艦艇に搭載される中で最大の砲となった。これにより、ミサイル黎明期に建造された艦艇や、CIWSとして速射砲を採用しているイタリア海軍艦艇等の例を除き、艦艇に搭載する砲はほぼ一種類になり、あえて主砲という呼称を用いる必然性は無い事になる。だが現在も海上自衛隊での用語や、艦船関係の書籍などで、主砲という言葉が使われる頻度は少なく無い。

## 戦車における主砲

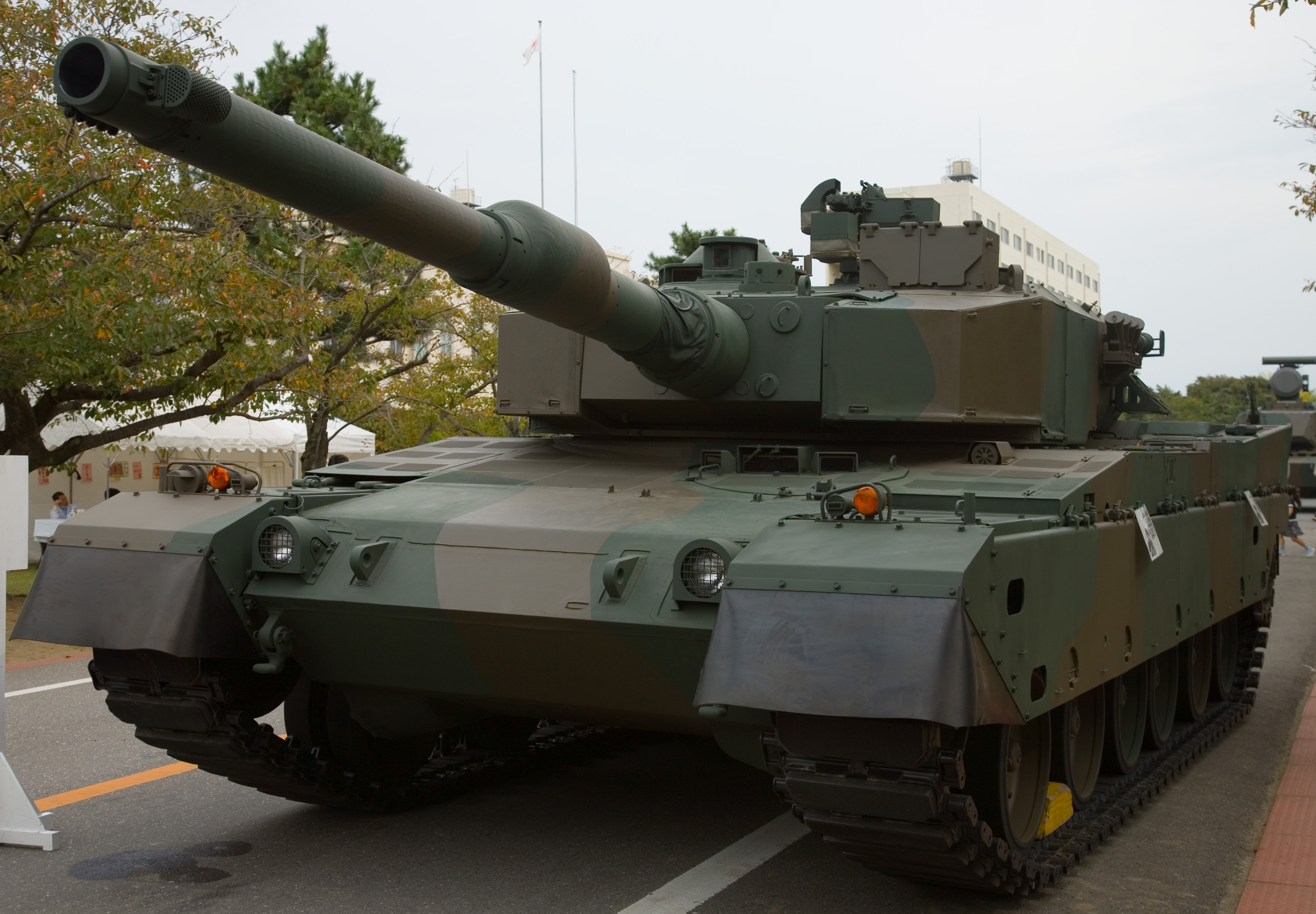
自衛隊の90式戦車

戦車においては、艦艇と同様にその車で最大の大砲を指す場合がある。現代に至る戦車の基本形はルノー FT-17 軽戦車によって確立され、いくつかの例外を除き、多くは旋回可能な砲塔一基に砲を一門搭載が普通である。ただし、主力戦車を含む大部分の戦闘車両は、小さいとはいえ同軸機銃、砲塔上部機銃などの副武装を備えており、これらと並べて主砲ないし主武装と形容することは少なくない。
また、多砲塔戦車・T-35重戦車や、M3中戦車、五式中戦車といった複数種の戦車砲を搭載する例外があり、これら戦車は搭載砲のうち大口径のものを主砲と称する。
他にも歩兵戦闘車や対空戦闘車両など機関砲とミサイルを併用するものなどは、大きさや威力的にどちらが主武装とも言い難いところがあるが、普通は機関砲を主砲と呼ぶ。

## スポーツ選手における主砲
スポーツでは団体競技において重要な戦力となる選手を比喩的に「主砲」と呼ぶこともある。
特に野球においては、長打力を大砲の破壊力に見立てた用語としてよく用いられる。主砲と称されるに値する打者が二人以上いるような場合、頭文字をとって「○○砲」の様に言い表すことがある。
アメリカメジャーリーグ、ニューヨーク・ヤンキースのミッキー・マントルとロジャー・マリスの「MM砲」がその元祖とされ、日本では王貞治と長嶋茂雄（読売ジャイアンツ）の「ON砲」などが有名である。詳細はクリーンナップを参照。